# مخاطر جيولوجية

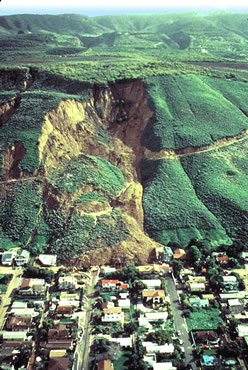
انهيار أرضي ضخم في مقاطعة فينتورا في العام 1995.

المخاطر الجيولوجية هي واحدة من عدة أنواع من الظروف الجيولوجية السلبية القادرة على التسبب بأضرار أو خسارة في الأرواح والممتلكات. هذه المخاطر تتكون من الظواهر المفاجئة والظواهر البطيئة:
الظواهر المفاجئة تشمل:
- الانهيارات الثلجية
- الزلازل
- حرائق الغابات
- العاصفة الجيومغناطيسية[1]
- المثلجة
- الانهيارات الأرضية
- السريان الطيني
- التدفق البركاني الفتاتي
- السقوط الصخري، انزلاقات صخرية، والسيل الحطامي الوحلي
- السيول
- الاندفاعات البركانية، لاهار والرماد البركاني.

الظواهر التي تحدث ببطء تشمل:
- المراوح الطميية
- البحيرات البركانية
- الفوارات الحارة
- رص التربة
- الانخسافات الأرضية
- الإسالة
- زحف الكثبان الرملية
- التعرية
- الحمة